# Petar I. Zrinski
Petar I. Zrinski (?, prije 1390. - ?, 1440.), hrvatski knez iz velikaške obitelji Zrinski. Bio je sin kneza Pavla I. Zrinskog i kneginje Marije Kurjaković Krbavske. Imao je dvije sestre, Anu I. i Margaretu I. i polubrata Nikolu I. iz očeva drugog braka s kneginjom Elizabetom Krčkom.
Dana 25. listopada 1408. godine nastupio je politički samostalno i sklopio u Zagrebu ugovor o međusobnom nasljeđivanju posjeda u Bribiru s rođakom, knezom Jakovom II. Nikolićom Bribirskim iz obitelji Banića, glavne loze Šubića Bribirskih. Sljedeće godine ušao je u sukob s ocem Pavlom I. i zatražio podjelu obiteljskih posjeda u Zrinu i okolici, kako bi osigurao svoj dio nasljedstva naspram polubratu Nikoli III. Podjela zrinskih posjeda je bila obavljena, a njegov se otac povukao iz političkog života i sa zrinskih posjeda na posjed Frankapana, dok je istovremeno kupio kuću u Zagrebu.
Poslije očeve smrti u kolovozu 1414. godine, nadzor nad Zrinom, kao obiteljskim sjedištem, zadržao je Pavlov stariji sin Petar I., dok su njegov mlađi brat Nikola I. i njegova majka Elizabeta za svoje sjedište uzeli grad Slunj, koji su 1438. godine zauzeli Frankapani. Već sljedeće godine umro je Petrov polubrat Nikola I., nakon čega je pitanje vlasništva nad Slunjem bilo riješeno.